# Los Flamencos
Los Flamencos est un film comique belge réalisé par Daniel Lambo et sorti en 2013. Le film est tourné à Turnhout.

## Synopsis
Trois frères âgés veulent braquer une banque.

## Fiche technique
- Titre : Los Flamencos
- Réalisation : Daniel Lambo
- Scénario :  Daniel Lambo
- Musique : Steven De Bruyn
- Directeur de la photographie : Jan Dellaert
- Montage : Jan Hameeuw
- Décors : Merijn Sep
- Pays d'origine :  Belgique
- Lieu de tournage : Turnhout
- Sociétés de production : Minds Meet
- Distribution : Kinepolis Film Distribution
- Durée : 88 minutes
- Format : Couleur
- Date de sortie : 
  - Belgique : 7 septembre 2013

## Distribution
- Peter Van den Eede
- Herwig Ilegems
- Mark Verstraete : Pedro Fleminckx
- Koen De Bouw
- Sien Eggers
- Ben Segers
- Philippe Geubels
- Kim Hertogs
- Steve Geerts